# Windows RT
Windows RT es un sistema operativo para dispositivos móviles desarrollado por Microsoft, principalmente para tabletas, más tarde fue desarrollado también para los convertibles. Se trataba esencialmente de una versión de Windows que utilizaba la estructura ARM de 32 bits (ARMv7), considerado el sucesor de Windows CE. En primer lugar se dio a conocer como un proyecto en enero de 2011 de Consumer Electronics Show. El sistema operativo Windows RT 8 fue lanzado oficialmente junto con Windows 8 el 26 de octubre de 2012, con el lanzamiento de tres dispositivos basados en Windows RT, incluyendo su propia tableta Microsoft Surface RT. A diferencia de Windows 8, Windows RT sólo estaba disponible como software precargado en dispositivos diseñados específicamente para el sistema operativo por fabricantes de equipos originales.

## Desarrollo
Windows RT se probó inicialmente en los teléfonos inteligentes con Windows 7. Más tarde, Windows RT se mostró en el CES 2011, que se ejecutaba en el hardware de desarrollo de Intel Atom (x86), Texas Instruments OMAP (ARM), NVidia Tegra (ARM) y Qualcomm Snapdragon (ARM). Esto ya había sido probado antes con Windows Longhorn, pero el proyecto inicial (llamado Windows LongARM) fue descartado y pospuesto para una versión posterior de Windows.
Windows RT sólo podía instalar aplicaciones precargadas, por lo tanto no dejaría instalar otras que no estuvieran preinstaladas excepto de la Tienda de Windows, que sí dejaba instalar sus aplicaciones. Aun así, muchos desarrolladores hicieron posible ejecutar aplicaciones no preinstaladas fuera de la Tienda mediante jailbreak a los dispositivos. Además, se encontró en Visual Studio 2012 un compilador de aplicaciones Win32 para el procesador ARM, con el que varios desarrolladores compilaron aplicaciones para instalar en Windows RT.
El 15 de septiembre de 2015, Microsoft lanzó una tercera actualización para Windows RT 8.1 que añade algunas características nuevas de Windows 10. Se puede escoger entre tener Menú Inicio o Pantalla Inicio, que se parece al que había en las primeras builds de Windows 10 Technical Preview. Tiene también una nueva pantalla de inicio de sesión con nuevo aspecto.

## Dispositivos
Existen varios dispositivos que vienen preinstalados con Windows RT, los cuales son:
- Asus VivoTab RT (lanzado el 26 de octubre de 2012).
- Dell XPS 10 (lanzado en diciembre de 2012).
- Lenovo IdeaPad Yoga 11 (lanzado en diciembre de 2012).
- Microsoft Surface RT (lanzado el 26 de octubre de 2012).
- Samsung Ativ Tab (lanzado el 14 de diciembre de 2012).
- Nokia Lumia 2520 (lanzado el 21 de noviembre de 2013).
- Microsoft Surface 2 (lanzado el 22 de octubre de 2013).

## Microsoft Surface RT
Microsoft diseñó para los dispositivos con Windows RT tomar ventaja de la eficiencia energética de la arquitectura para permitir la duración de la batería, "Sistema en Chip" (SoC en inglés) que utiliza diseños para permitir ejecutarse en los dispositivos más delgados, y para proporcionar una experiencia "fiable" siempre.
Fue criticado por su posición poco competitiva de sentarse como un sistema de poca potencia entre Windows Phone y de las tabletas Windows 8. A menos de un año después de la introducción de la plataforma, Microsoft sufrió unos 900 millones de dólares de pérdida que se culpó en gran parte de las pobres ventas de Windows Surface RT y versiones no vendidas. Sólo siete dispositivos fueron producidos, con la Nokia Lumia 2520 siendo el último que fue descontinuado en febrero de 2015.
En comparación con otros sistemas operativos móviles, Windows RT también es compatible con un número relativamente grande de periféricos y accesorios USB existentes, e incluye una versión de Microsoft Office 2013 optimizado para dispositivos ARM como el software pre-cargado. Sin embargo, mientras que Windows RT hereda el aspecto y la funcionalidad de Windows 8, que tiene una serie de limitaciones. Además carece de ciertas características empresariales orientadas.

### Aplicaciones
Windows RT también fue criticado por su pobre soporte de aplicaciones: su arquitectura ARM no soporta aplicaciones estándar de Windows construidos para chips x86, por lo que carecía de un ecosistema de aplicaciones adecuado; sólo puede ejecutar el software que está firmado digitalmente por Microsoft (que incluye el software precargado y el software obtenido desde la Tienda de Windows).

## Versiones de Windows RT
Existen 2 versiones de Windows RT lanzadas al público:
- Windows RT: Esta versión se lanzó el 26 de octubre de 2012 con número de build 6.2.9200.
- Windows RT 8.1: Esta versión se lanzó el 17 de octubre de 2013 con número de build 6.3.9600.

## Sucesor
El 7 de diciembre de 2016, Microsoft anunció que como parte de la alianza con Qualcomm, se planearía soportar la versión de PC en dispositivos basados en Qualcomm Snapdragon en 2017, comenzando con tabletas y portátiles. A diferencia de Windows RT, estos dispositivos soportarían software Win32 basado en x86 vía un emulador nativo y no de terceros. Además, mientras que Windows RT venía solamente como una edición para consumidores, Windows 10 on ARM permitiría instalar todas las ediciones ofrecidas por su contraparte (x86), como por ejemplo Home, Pro y Enterprise, con funciones nuevas que no se encontraron disponibles en Windows RT. Y también se confirmó que Windows RT no podría ser actualizado de forma oficial a Windows 10 on ARM.
Sin embargo, varios desarrolladores del foro XDA han conseguido hacer que Windows RT sea compatible con sistemas como Windows 10 Mobile y Windows 10 IoT Core gracias a las ediciones de las ROMs, como el caso del Samsung ATIV S y el Samsung ATIV SE, con los que se ha logrado instalar Windows 10 Mobile sin fallos. FInalmente, en 2017, Windows 10 on ARM se pudo instalar en Windows RT gracias a la filtración de Windows 10 Build 16299 para ARM32.